# Ciclismo nos Jogos Olímpicos de Verão de 2008
As competições de ciclismo nos Jogos Olímpicos de Verão de 2008 foram realizadas entre 9 e 23 de agosto no Velódromo Laoshan (pista), na Pista de Motocross Laoshan (BMX), no Circuito Laoshan de Mountain Bike e no Circuito Urbano de Ciclismo de Estrada de Pequim (estrada).
Dezoito medalhas de ouro foram distribuídas, sendo 10 nos eventos de pista, 4 nos de estrada, 2 nos de Mountain Bike e 2 nos do estreante BMX.

## Calendário
| Agosto   | 6 | 7 | 8 | 9 | 10 | 11 | 12 | 13 | 14 | 15 | 16 | 17 | 18 | 19 | 20 | 21 | 22 | 23 | 24 | T  |
| -------- | - | - | - | - | -- | -- | -- | -- | -- | -- | -- | -- | -- | -- | -- | -- | -- | -- | -- | -- |
| Ciclismo |   |   |   | 1 | 1  |    |    | 2  |    | 1  | 3  | 1  | 2  | 3  |    |    | 2  | 2  |    | 18 |

|  | Dia de competição |  | Dia de final |

## Eventos
Pista
- Velocidade por equipes masculino
- Velocidade individual masculino
- Velocidade individual feminino
- Keirin masculino
- Perseguição individual masculino
- Perseguição individual feminino
- Perseguição por equipes masculino
- Madison masculino
- Corrida por pontos masculino
- Corrida por pontos feminino

Estrada
- Estrada masculino
- Estrada feminino

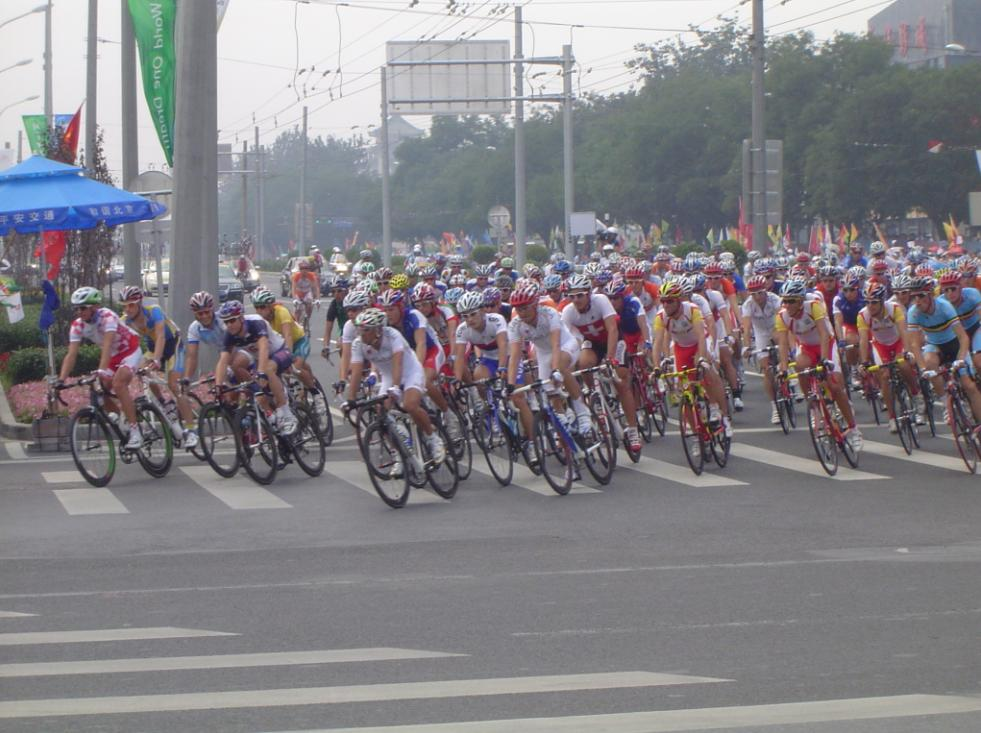
Ciclistas durante percurso da prova de estrada.

- Estrada contra o relógio masculino
- Estrada contra o relógio feminino

Mountain Bike
- Mountain bike masculino
- Mountain bike feminino

BMX
- BMX masculino
- BMX feminino

## Medalhistas

### Pista
Masculino
| Evento                           | Ouro                                                                   | Prata | Bronze                                                                              |
| -------------------------------- | ---------------------------------------------------------------------- | --- | ----------------------------------------------------------------------------------- |
| Perseguição individual detalhes  | Bradley Wiggins GBR Grã-Bretanha                                       | Hayden Roulston NZL Nova Zelândia                                                                               | Steven Burke GBR Grã-Bretanha                                                       |
| Perseguição por equipes detalhes | Ed Clancy Paul Manning Geraint Thomas Bradley Wiggins GBR Grã-Bretanha | Alex Nicki Rasmussen Michael Moerkoev Casper Jorgensen Jens-Erik Madsen Michael Færk Christensen* DEN Dinamarca | Sam Bewley Jesse Sergent Hayden Roulston Marc Ryan Westley Gough* NZL Nova Zelândia |
| Velocidade individual detalhes   | Chris Hoy GBR Grã-Bretanha                                             | Jason Kenny GBR Grã-Bretanha                                                                                    | Mickaël Bourgain FRA França                                                         |
| Velocidade por equipes detalhes  | Jamie Staff Jason Kenny Chris Hoy GBR Grã-Bretanha                     | Grégory Baugé Kevin Sireau Arnaud Tournant FRA França                                                           | Rene Enders Maximillian Levy Stefan Nimke GER Alemanha                              |
| Corrida por pontos detalhes      | Joan Llaneras ESP Espanha                                              | Roger Kluge GER Alemanha                                                                                        | Chris Newton GBR Grã-Bretanha                                                       |
| Keirin detalhes                  | Chris Hoy GBR Grã-Bretanha                                             | Ross Edgar GBR Grã-Bretanha                                                                                     | Kiyofumi Nagai JPN Japão                                                            |
| Madison detalhes                 | Juan Curuchet Walter Pérez ARG Argentina                               | Joan Llaneras Antonio Tauler ESP Espanha                                                                        | Mikhail Ignatyev Alexei Markov RUS Rússia                                           |

* Participaram apenas das eliminatórias, mas receberam medalhas.
Feminino
| Evento                          | Ouro                                | Prata                              | Bronze                       |
| ------------------------------- | ----------------------------------- | ---------------------------------- | ---------------------------- |
| Perseguição individual detalhes | Rebecca Romero GBR Grã-Bretanha     | Wendy Houvenaghel GBR Grã-Bretanha | Lesya Kalitovska UKR Ucrânia |
| Velocidade individual detalhes  | Victoria Pendleton GBR Grã-Bretanha | Anna Meares AUS Austrália          | Guo Shuang CHN China         |
| Corrida por pontos detalhes     | Marianne Vos NED Países Baixos      | Yoanka González CUB Cuba           | Leire Olaberría ESP Espanha  |

### Estrada
Masculino
| Evento                            | Ouro                        | Prata                       | Bronze                             |
| --------------------------------- | --------------------------- | --------------------------- | ---------------------------------- |
| Estrada detalhes                  | Samuel Sánchez ESP Espanha  | Fabian Cancellara SUI Suíça | Alexandr Kolobnev RUS Rússia       |
| Estrada contra o relógio detalhes | Fabian Cancellara SUI Suíça | Gustav Larsson SWE Suécia   | Levi Leipheimer USA Estados Unidos |

Feminino
| Evento                            | Ouro                                 | Prata                        | Bronze                     |
| --------------------------------- | ------------------------------------ | ---------------------------- | -------------------------- |
| Estrada detalhes                  | Nicole Cooke GBR Grã-Bretanha        | Emma Johansson SWE Suécia    | Tatiana Guderzo ITA Itália |
| Estrada contra o relógio detalhes | Kristin Armstrong USA Estados Unidos | Emma Pooley GBR Grã-Bretanha | Karin Thürig SUI Suíça     |

### Mountain bike
| Evento                           | Ouro                      | Prata                             | Bronze                      |
| -------------------------------- | ------------------------- | --------------------------------- | --------------------------- |
| Mountain bike masculino detalhes | Julien Absalon FRA França | Jean-Christophe Péraud FRA França | Nino Schurter SUI Suíça     |
| Mountain bike feminino detalhes  | Sabine Spitz GER Alemanha | Maja Włoszczowska POL Polônia     | Irina Kalentieva RUS Rússia |

### BMX
| Evento                 | Ouro                              | Prata                            | Bronze                            |
| ---------------------- | --------------------------------- | -------------------------------- | --------------------------------- |
| BMX masculino detalhes | Māris Štrombergs LAT Letônia      | Mike Day USA Estados Unidos      | Donny Robinson USA Estados Unidos |
| BMX masculino detalhes | Anne-Caroline Chausson FRA França | Laëtitia Le Corguillé FRA França | Jill Kintner USA Estados Unidos   |

Nota: Davide Rebellin, da Itália originalmente ganhou a medalha de prata na prova de estrada masculino, mas foi desclassificado em 17 de novembro de 2009 após testar positivo para a substância CERA, uma evolução da eritropoietina.

## Quadro de medalhas

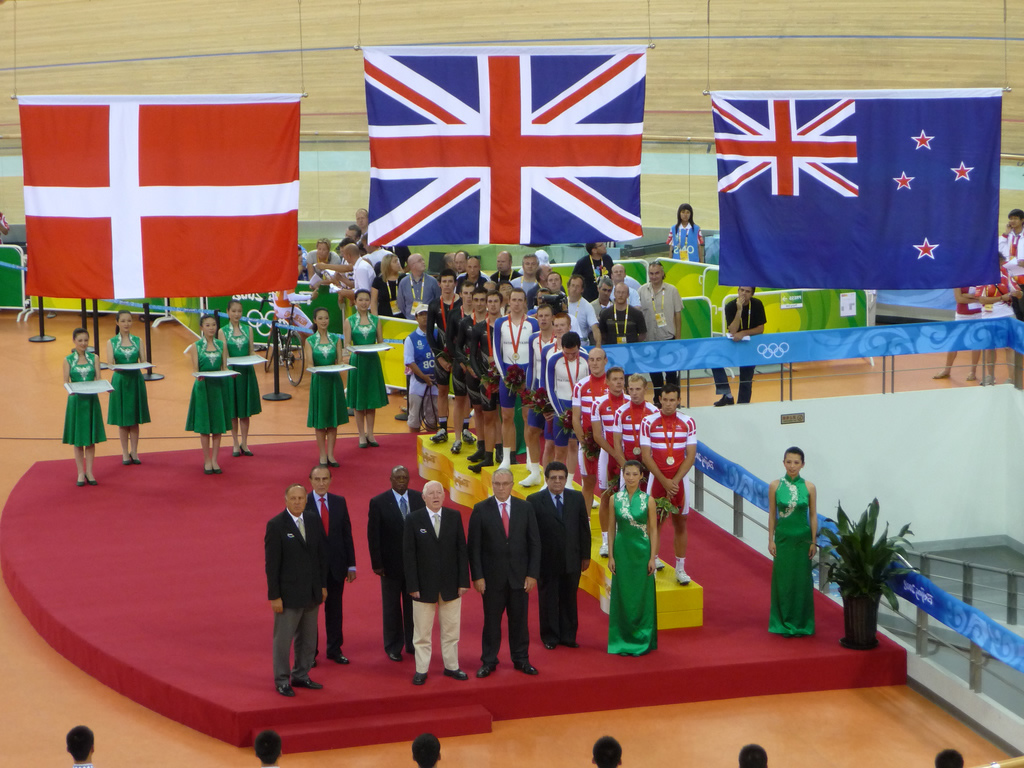
Cerimônia de entrega das medalhas da prova de perseguição por equipes masculino.

| Ordem | País               | Medalha de ouro | Medalha de prata | Medalha de bronze |    | Ordem por total |
| ----- | ------------------ | --------------- | ---------------- | ----------------- | -- | --------------- |
| 1     | GBR Grã-Bretanha   | 8               | 4                | 2                 | 14 | 1               |
| 2     | FRA França         | 2               | 3                | 1                 | 6  | 2               |
| 3     | ESP Espanha        | 2               | 1                | 1                 | 4  | 4               |
| 4     | USA Estados Unidos | 1               | 1                | 3                 | 5  | 3               |
| 5     | SUI Suíça          | 1               | 1                | 2                 | 4  | 4               |
| 6     | GER Alemanha       | 1               | 1                | 1                 | 3  | 6               |
| 7     | ARG Argentina      | 1               |                  |                   | 1  | 10              |
| 7     | LAT Letônia        | 1               |                  |                   | 1  | 10              |
| 7     | NED Países Baixos  | 1               |                  |                   | 1  | 10              |
| 10    | SWE Suécia         |                 | 2                |                   | 2  | 8               |
| 11    | NZL Nova Zelândia  |                 | 1                | 1                 | 2  | 8               |
| 12    | AUS Austrália      |                 | 1                |                   | 1  | 10              |
| 12    | CUB Cuba           |                 | 1                |                   | 1  | 10              |
| 12    | DEN Dinamarca      |                 | 1                |                   | 1  | 10              |
| 12    | POL Polônia        |                 | 1                |                   | 1  | 10              |
| 16    | RUS Rússia         |                 |                  | 3                 | 3  | 6               |
| 17    | ITA Itália         |                 |                  | 1                 | 1  | 10              |
| 17    | CHN China          |                 |                  | 1                 | 1  | 10              |
| 17    | JPN Japão          |                 |                  | 1                 | 1  | 10              |
| 17    | UKR Ucrânia        |                 |                  | 1                 | 1  | 10              |
| TOTAL | TOTAL              | 18              | 18               | 18                | 54 | —               |